# Athlitiki Enosi Larissas

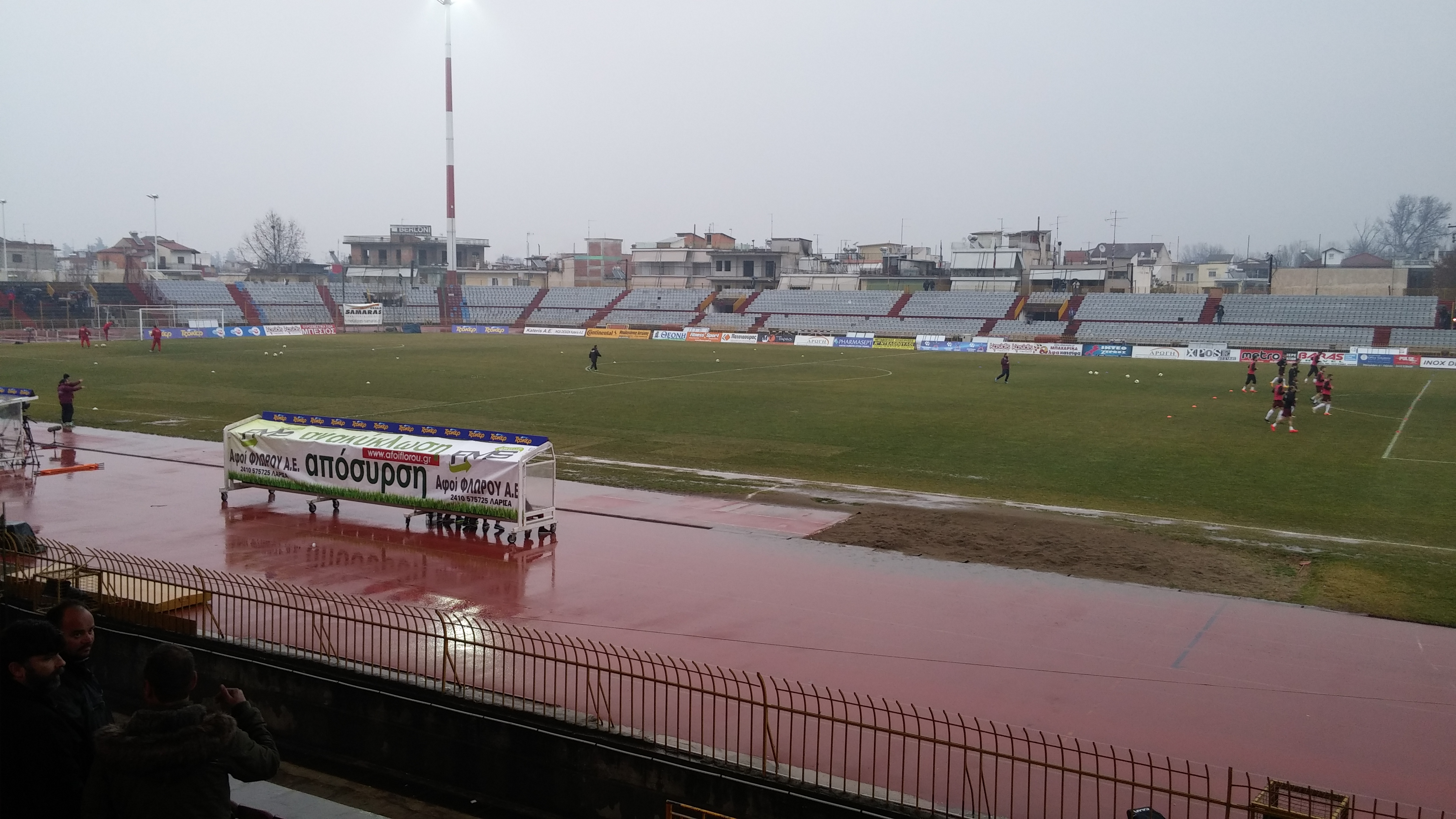
El Alcazar Stadium fue la sede del club desde su fundación en 1964 hasta 2009.

La Unión Atlética de Larisa (A.E.L.) es un club deportivo griego con sede en Larisa. Fue fundado el 17 de mayo de 1964. Actualmente compite en la Superliga de Grecia.
Sus colores oficiales son el carmesí y el blanco, y su emblema es un caballo robusto levantado sobre sus patas traseras. Sus apodos son "Carmesí" y "Reina de Kampos".
Es el único equipo provincial griego que ha logrado ganar el Campeonato de Grecia, y ello tuvo lugar durante su llamada década dorada, el periodo 1987-1988, mientras que también ha ganado dos Copas de Grecia (1984-1985, 2006-2007).
El A.E.L. también ha participado en competiciones europeas, como la Copa de la UEFA (ahora UEFA Europa League) en 2007. El equipo ha seguido creciendo y evolucionando, realizando importantes contribuciones al fútbol griego.
La sede de todos los partidos oficiales del equipo en los últimos años ha sido el AEL FC Arena, con un aforo de 17.118 localidades. La sede actual volverá a ser el Estadio Nacional "Alcázar" a partir de 2020, que tiene una capacidad de 13.108 asientos y constituye un hito en la historia del A.E. Larissa.
El equipo tiene muchos seguidores fanáticos y ha creado una fuerte relación competitiva con otros equipos importantes de Grecia, como el PAOK y el Olympiacos.
En general, el A.E.L. ha demostrado ser uno de los equipos de fútbol más importantes y reconocibles de Grecia y del mundo del deporte en general.

## Historia
El Athlitiki Enosi Larisas (en español: Unión Atlética de Larisa) fue fundando el 17 de mayo de 1964 como resultado de la fusión de cuatro clubes locales: Iraklis Larisas, Aris Larisas, Toxotis Larisas y Larisaikos. 
Nueve años después, la temporada 1972/73, se proclamó campeón de la segunda división y ascendió a la máxima categoría de la liga griega, por entonces denominada Alpha Ethniki. El primer paso por la élite fue breve y descendió dos años después.

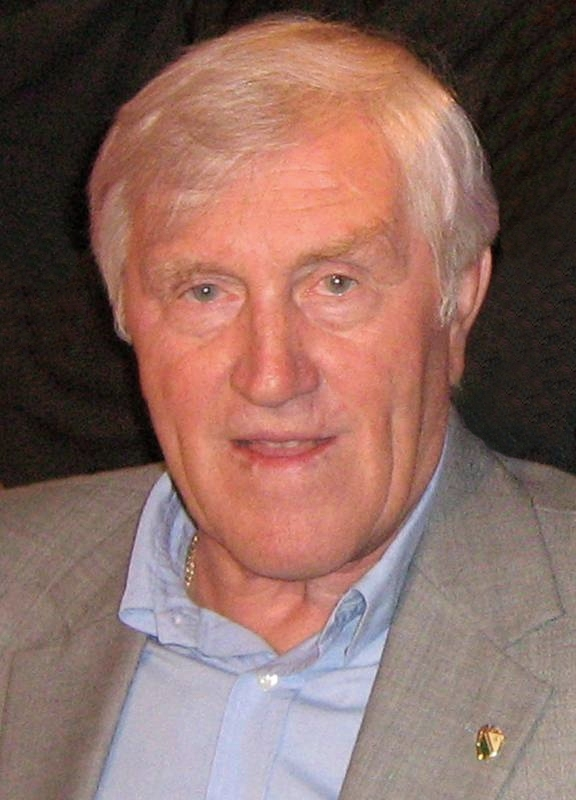
Jacek Gmoch fue el entrenador que logró ganar el título nacional en la temporada 1987–88.

La temporada 77/78 regresó a la Alpha Ethniki, en lo que sería el inicio de la década dorada de la historia del club. En 1982 y 1984 disputó sin éxito la final de Copa, hasta conseguir el título en 1985. Tres años después, alcanzó su primer y hasta la fecha único título de liguero. 

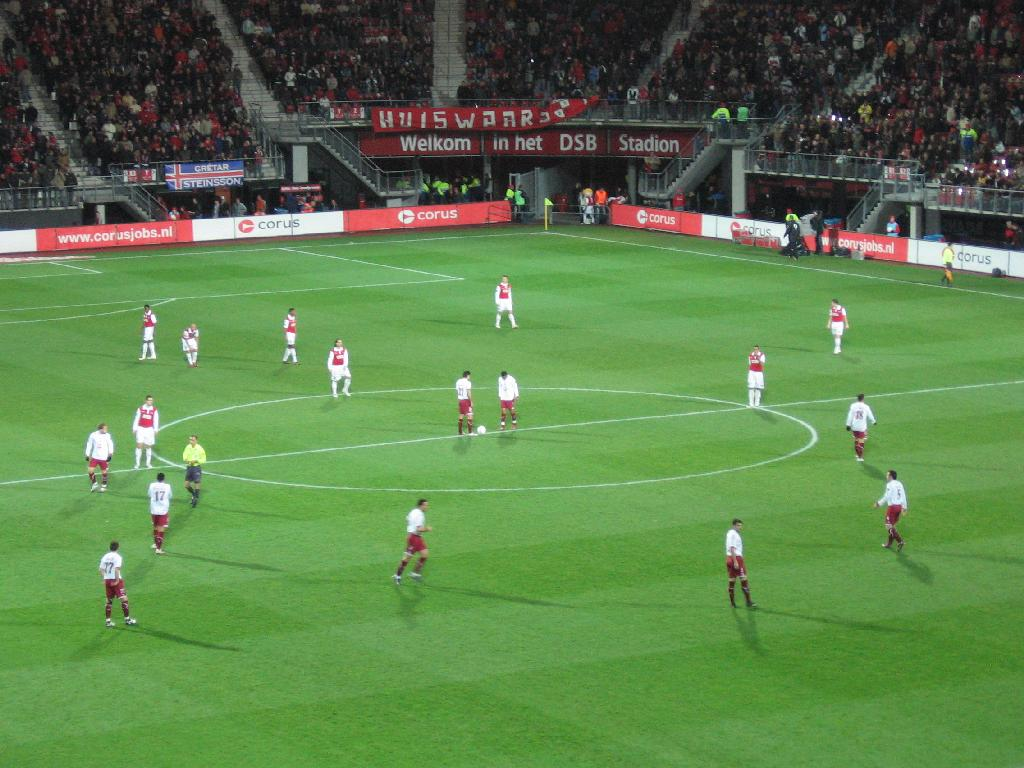
Partido de la Copa de la UEFA 2007–08 entre AZ Alkmaar y AEL

El club empezó su declive en la década de los noventa. En 1996 perdió la categoría y nuevamente en 2001, bajando a tercera división. En 2003 se declaró en bancarrota, siendo refundado como AEL 1964 Larissa. Impulsado por Kostas Piladakis en la presidencia, el club vivió un rápido resurgir. La temporada 2004/05 consiguió regresar a la Super Liga y en 2007 conquistó su segundo título de Copa de Grecia.

## Evolución del Uniforme

### Local
| 1964–65 | 1967–68 | 1987–88 | 1991–92 | 1995–96 |
| 2003–04 | 2008–09 | 2009–10 | 2010–11 | 2014–15 |
| 2018-19 |         |         |         |         |

### Visita
| 1975–76 | 1978–79 | 1980–81 | 1994–95 | 1995–96 |
| 1996–97 | 2006–07 | 2009–10 | 2010–11 | 2016–17 |
| 2018-19 |         |         |         |         |

### Tercero
| 2010-11 | 2018-19 |

## Palmarés

### Torneos nacionales
- Superliga de Grecia (1): 1987-88.
- Copa de Grecia (2): 1984-85, 2006-07.
- Segunda Superliga de Grecia (1): 2024-25.
- Beta Ethniki (1): 2015-16.
- Gamma Ethniki (1): 2013-14.

## Participación en competiciones de la UEFA
| Temporada | Torneo                | Ronda             | Club                 | Casa | Visita       | Global   |
| --------- | --------------------- | ----------------- | -------------------- | ---- | ------------ | -------- |
| 1981/82   | Copa de los Balcanes  | 1                 | 17 Nëntori Tirana    | 3–1  | 0–3          | 3–4      |
| 1983/84   | UEFA Cup              | 1                 | Budapest Honvéd      | 2–0  | 0–3 (a.e.t.) | 2–3      |
| 1984/85   | UEFA Cup Winners' Cup | 1                 | Siófok Bányász SK    | 2–0  | 1–1          | 3–1      |
| 1984/85   | UEFA Cup Winners' Cup | 2                 | Servette FC          | 2–1  | 1–0          | 3–1      |
| 1984/85   | UEFA Cup Winners' Cup | Cuartos de final  | Dynamo Moscow        | 0–0  | 0–1          | 0–1      |
| 1985/86   | UEFA Cup Winners' Cup | 1                 | Sampdoria            | 1–1  | 0–1          | 1–2      |
| 1988/89   | European Cup          | 1                 | Neuchâtel Xamax      | 2–1  | 1–2 (0–3 p)  | 3–3      |
| 2006      | UEFA Intertoto Cup    | 3                 | Kayserispor          | 0–0  | 0–2          | 0–2      |
| 2007/08   | UEFA Cup              | 1                 | Blackburn Rovers     | 2–0  | 1–2          | 3–2      |
| 2007/08   | UEFA Cup              | Grupo A           | Everton              | –    | 1–3          | 5º Lugar |
| 2007/08   | UEFA Cup              | Grupo A           | Zenit St. Petersburg | 2–3  | –            | 5º Lugar |
| 2007/08   | UEFA Cup              | Grupo A           | AZ Alkmaar           | –    | 0–1          | 5º Lugar |
| 2007/08   | UEFA Cup              | Grupo A           | 1. FC Nürnberg       | 1–3  | –            | 5º Lugar |
| 2009/10   | UEFA Europa League    | 2º Clasificatoria | KR Reykjavík         | 1–1  | 0–2          | 1–3      |

## Jugadores

### Jugadores destacados
| - Efstathios Aloneftis - Ibrahima Bakayoko - Christian Bassila - Luís Boa Morte - Fabián Canobbio - Cleyton - Antonio De Nigris - Marco Förster - Georgios Galitsios - Fanis Gekas - Stelios Giannakopoulos | - Helder - Sasa Ilic - Kazimierz Kmiecik - Stefanos Kotsolis - Jozef Kožlej - Geremi Njitap - Facundo Parra - Diego Reyes - Laurent Robert - Dimitris Salpingidis - Nolberto Solano |

### Números retirados
- 24  Kobe Bryant (1996–2016) – Homenaje póstumo [2]